# CB6
CB6 (Capital Bra 6. Album) ist das sechste Studioalbum des deutschen Rappers Capital Bra. Es erschien am 12. April 2019 über sein eigenes Label Bra Musik bzw. das zur Universal Music Group gehörende Label Urban als Standard-Edition, und Boxset inklusive u. a. der EP Travolta von Samra, T-Shirt, Bauchtasche und mehreren Stickern.

## Hintergrund
CB6 ist das erste Album von Capital Bra nach seiner Trennung von Bushidos Plattenlabel Ersguterjunge. Ursprünglich war geplant, das Werk am 26. April 2019 sowohl digital als auch physisch zu veröffentlichen. Als es jedoch unerwarteterweise als Leak vorzeitig im Internet auftauchte, entschloss man sich, die digitale Ausgabe auf den 12. April vorzuverlegen. Die CD und das Boxset zum Album behielten ihren ursprünglichen Releasetermin.

## Produktion
Das Album wurde überwiegend von den Musikproduzenten Beatzarre, Djorkaeff (je 9 Songs) und Lucry (7) produziert. Des Weiteren produzierten The Cratez und Goldfinger jeweils ein Lied auf CB6. An der Produktion der Bonus-EP waren Beatzarre, Djorkaeff und zusätzlich Lukas Piano, HNDRC, Sonus030, Yung Moji, Enaka, Tengo und Dexer030 beteiligt.

## Covergestaltung
Das Cover zu CB6 ist in Schwarz-weiß gehalten und zeigt vor dunklem Hintergrund eine Großaufnahme des grinsenden Kopfs von Capital Bra. Er trägt eine Kappe und pustet Rauch aus seinem Mund. Seine linke Gesichtshälfte ist dabei gut ausgeleuchtet, während die rechte in Schatten gehüllt ist. Von seinem Kinn bis zu seinem Hals steht in großen, aber schmalen weißen Lettern der Albumtitel; darunter ist erheblich kleiner der Name des Interpreten in selber Farbe zu lesen. Ganz am oberen Rand des Motivs stehen ähnlich klein die Worte Bra Musik präsentiert.

## Gastbeiträge
Auf fünf Liedern des Albums sind neben Capital Bra weitere Künstler vertreten. So hat Samra je einen Gastauftritt in den Songs Click Click und Wir ticken, während KC Rebell und Summer Cem im Lied Rolex zu hören sind. Der Rapper Nimo ist auf Bye Bye zu hören, des Weiteren ist Van der Vaart eine Zusammenarbeit mit dem Rapper Nash.

## Titelliste
| #  | Titel                    | Gastmusiker           | Produzent(en)        | Länge |
| -- | ------------------------ | --------------------- | -------------------- | ----- |
| 1  | Benzema                  |                       | Beatzarre, Djorkaeff | 2:39  |
| 2  | Rolex                    | Summer Cem, KC Rebell | Beatzarre, Djorkaeff | 3:56  |
| 3  | Bye Bye                  | Nimo                  | Beatzarre, Djorkaeff | 2:57  |
| 4  | Cabriolet                |                       | The Cratez           | 4:43  |
| 5  | Click Click              | Samra                 | Lucry                | 2:59  |
| 6  | Mexican Mafia            |                       | Beatzarre, Djorkaeff | 2:36  |
| 7  | Leg                      |                       | Beatzarre, Djorkaeff | 2:36  |
| 8  | Steh auf                 |                       | Lucry                | 2:31  |
| 9  | Prinzessa                |                       | Beatzarre, Djorkaeff | 2:58  |
| 10 | Wir ticken               | Samra                 | Beatzarre, Djorkaeff | 3:23  |
| 11 | Van der Vaart            | Nash                  | Lucry                | 2:53  |
| 12 | Schwarze Locken          |                       | Lucry                | 2:41  |
| 13 | Capital Bra je m’appelle |                       | Goldfinger           | 3:07  |
| 14 | Kalt                     |                       | Beatzarre, Djorkaeff | 2:56  |
| 15 | Schon ok                 |                       | Beatzarre, Djorkaeff | 2:39  |
| 16 | Sollte so sein           |                       | Lucry                | 3:02  |
| 17 | Blech                    |                       | Lucry                | 3:34  |
| 18 | Für uns                  |                       | Lucry                | 3:05  |

Travolta-EP des Boxsets von Samra:
| # | Titel            | Gastmusiker | Produzent(en)                     | Länge |
| - | ---------------- | ----------- | --------------------------------- | ----- |
| 1 | Harami           |             | Beatzarre, Djorkaeff, Lukas Piano | 3:03  |
| 2 | Shoote ma Shoote |             | Beatzarre, Djorkaeff, Lukas Piano | 2:43  |
| 3 | Lieber Gott      |             | HNDRC, Sonus030, Yung Moji        | 3:41  |
| 4 | Lambo Gallardo   |             | Enaka, Tengo                      | 2:42  |
| 5 | Mosaik           |             | Dexer030, Sonus030                | 2:51  |

## Rezeption

### Kritiken
| Professionelle Bewertungen | Professionelle Bewertungen |
| -------------------------- | --- |
| Kritiken                   | |
| Quelle                     | Bewertung |
| laut.de                    | Sternsymbol · Sternsymbol · Sternsymbol · Sternsymbol · Sternsymbol                                                                       |
| Tonspion                   | Sternsymbol · Sternsymbol · Sternsymbol · Sternsymbol · Sternsymbol                                                                       |
| The Message                | Sternsymbol · Sternsymbol · Sternsymbol · Sternsymbol · Sternsymbol                                                                       |
| Backspin                   | Sternsymbol · Sternsymbol · Sternsymbol · Sternsymbol · Sternsymbol · Sternsymbol · Sternsymbol · Sternsymbol · Sternsymbol · Sternsymbol |
| Pleuntah                   | Sternsymbol · Sternsymbol · Sternsymbol · Sternsymbol · Sternsymbol                                                                       |

CB6 polarisierte stark und erhielt sowohl großes Lob als auch starke Kritik. Bemängelt wurde insbesondere, dass sich die Stilistik einiger Lieder oft wiederhole, sowie die Tatsache, dass Capital Bras vormals aggressiver Flow kaum zum Einsatz kommt. Besonders kritisiert wurde etwa das mehrfache, simple Wiederholen einzelner Wortlaute ohne tieferen Sinn. Positive Rezensionen heben die Attitüde des Rappers hervor, die sich über alles und jeden, und nicht über einzelne Personen oder Personengruppen lustig macht, und loben die Eingängigkeit der Musikstücke. Sehr unterschiedlich wurde auch das Frauenbild wahrgenommen. Dieses empfanden einige Kritiker als objektifizierend, andere wiederum merkten an, dass die Frauen, die der Interpret besingt, in ihrer Persönlichkeit ernst genommen werden und nicht dem gängigen Stereotyp der Rapmusik entsprechen.

### Chartplatzierungen und Singles
CB6 stieg am 19. April 2019 auf Platz fünf in die deutschen Albumcharts ein, konnte jedoch zwei Wochen später die Spitzenposition erreichen und sich insgesamt 54 Wochen in den Charts halten. Auch in der österreichischen und der Schweizer Hitparade erreichte das Album die Chartspitze bzw. Position zwei und konnte sich insgesamt 76 bzw. 49 Wochen in der Hitparade halten. Darüber hinaus erreichte das Album auch die Chartspitze der deutschen deutschsprachigen Albumcharts sowie ebenfalls die Spitzenposition der deutschen Hip-Hop-Charts und konnte sich eine Woche bzw. vier Wochen an der Spitze halten. Die im Boxset zum Album enthaltene, jedoch auch alleinstehend veröffentlichte, Travolta EP von Samra erreichte Rang 10 der österreichischen und Platz 22 der Schweizer Albumcharts.
In den deutschen Album-Jahrescharts 2019 belegte das Album Position 10, in Österreich Platz 11 sowie in der Schweiz Rang 12. In den Jahrescharts 2020 erreichte der Tonträger Platz 62 in Österreich.
| ChartsChartplatzierungen | Höchstplatzierung | Wochen |
| ------------------------ | ----------------- | ------ |
| Deutschland (GfK)        | 1 (54 Wo.)        | 54     |
| Österreich (Ö3)          | 1 (76 Wo.)        | 76     |
| Schweiz (IFPI)           | 1 (49 Wo.)        | 49     |

| ChartsJahrescharts (2019) | Platzierung |
| ------------------------- | ----------- |
| Deutschland (GfK)         | 10          |
| Österreich (Ö3)           | 11          |
| Schweiz (IFPI)            | 12          |

| ChartsJahrescharts (2020) | Platzierung |
| ------------------------- | ----------- |
| Österreich (Ö3)           | 62          |

Die erste Single Benzema wurde am 21. Dezember 2018 zum Download ausgekoppelt und stieg in Deutschland auf der Spitzenposition der Charts ein. In Österreich und der Schweizer Hitparade chartete der Song auf Rang zwei. Am 25. Januar 2019 wurde der Song Prinzessa veröffentlicht, der die Spitzenposition der deutschen, österreichischen und Schweizer Charts erreichte. Die dritte Auskopplung Capital Bra je m’appelle erschien am 22. Februar und stieg in Deutschland auf Rang drei, in Österreich auf eins und in der Schweiz auf Platz vier in die Charts ein. Am 15. März folgte die letzte Single Wir ticken (feat. Samra), mit der Capital Bra erneut Rang eins der Singlecharts in Deutschland, Österreich und der Schweiz erreichte.
Zu allen Auskopplungen wurden auch Musikvideos veröffentlicht.
Zusätzlich zu den sieben Singleauskopplungen erschien am Tag der Albumveröffentlichung ein Musikvideo zu Rolex (feat. Summer Cem & KC Rebell).
Nach Erscheinen des Albums stiegen zudem alle 13 weiteren Lieder in die deutschen Charts ein.

### Auszeichnungen für Musikverkäufe
Im Januar 2020 wurde CB6 in Deutschland mit einer Goldenen Schallplatte für über 100.000 verkaufte Einheiten ausgezeichnet.

| Land/Region        | Auszeichnungen für Musikverkäufe (Land/Region, Auszeichnung, Verkäufe) | Verkäufe |
| ------------------ | ---------------------------------------------------------------------- | -------- |
| Deutschland (BVMI) | Gold                                                                   | 100.000  |
| Insgesamt          | 1× Gold ·                                                              | 100.000  |